# Philautus kerangae
Espèce
Statut de conservation UICN

 VU  : Vulnérable
Philautus kerangae est une espèce d'amphibiens de la famille des Rhacophoridae.

## Répartition
Cette espèce est endémique de l'État du Sarawak en Malaisie orientale, sur l'île de Bornéo,. Elle ne se rencontre que sur deux zones, l'une dans le Nord-Est à 1 200 m d'altitude, l'autre dans l'Ouest à 200 m. 

## Étymologie
Le nom de cette espèce fait référence au site, Kerangas camp, où elle a été découverte.

## Publication originale
- Dring, 1987 : Bornean treefrogs of the genus Philautus (Rhacophoridae). Amphibia-Reptilia, vol. 8, no 1, p. 19-47.